# Pontefract
Pontefract è una località nella contea del West Yorkshire, Inghilterra, vicino alla A1 road (conosciuta anche come Great North Road) e a Castleford. È una delle cinque località del distretto della Città di Wakefield e ha una popolazione di circa 35.000 persone. Il motto cittadino è Post mortem patris pro filio, latino, che suona come "Dopo la morte del padre, supporta il figlio", frutto di un'allusione alla guerra civile inglese; infatti la città si era schierata con i realisti.

## Storia
Il nome di Pontefract deriva dal latino Pons Fractus, cioè "Ponte rotto". La città è situata su un'antica strada romana (che ora porta il nome di A639), che passava a sud verso Doncaster. Sebbene Pontefract non appaia nel Domesday Book, vi è presente un'area della città, conosciuta come Tanshelf.
Il castello di Pontefract risale al tempo dei Normanni, quando era conosciuto come Pomfret. Fu costruito attorno al 1070, da Ilbert de Lacy. Il re Riccardo II fu assassinato dentro le mura del castello nel 1400. La tragedia Riccardo III di Shakespeare menziona l'incidente:
(William Shakespeare, Riccardo III, Atto 3º, Scena III)
Pontefract risentì della guerra civile inglese. Tre assedi dei parlamentari lasciarono la città impoverita e spopolata. Alla fine del terzo assedio (24 marzo 1649), gli abitanti di Pontefract, temendone un quarto, fecero una petizione al parlamento per demolire il castello. Secondo il loro punto di vista, il castello era una calamita per le disgrazie. Il 5 aprile 1649 la demolizione ebbe inizio; nonostante gli sforzi, le rovine di arenaria del castello rimangono tuttora e possono essere visitate.

## La città oggi
Pontefract è stata una città di mercato almeno dal medioevo; i principali giorni di mercato sono mercoledì e sabato, con un mercato più piccolo il venerdì. C'è inoltre un mercato coperto, aperto tutto il giorno, tranne il giovedì pomeriggio e la domenica. Il giovedì pomeriggio è giorno di chiusura a Pontefract. La città è chiamata Ponte oppure Ponty dai suoi cittadini ed a volte scherzosamente si riferiscono a Ponte Carlo, alludendo a Monte Carlo.
Pontefract è rinomata per il suo gran numero di pub; uno degli edifici più vecchi, risale al XVI secolo e precedentemente era usato come negozio, è stato trasformato in pub negli anni '80 e chiamato Counting House.
Diversamente da molte città della stessa grandezza, Pontefract ha tre stazioni ferroviarie: Pontefract Baghill, sulla Dearne Valley Line, che collega York e Sheffield; Pontefract Monkhill e Pontefract Tanshelf, che passa per Leeds e Wakefield.
Alla periferia della città si trova un parco con ippordomo. Più vicino al centro trovano spazio i Valley Gardens, con una voliera ed un viale di ciliegi, da ammirare specialmente in primavera, durante la fioritura. Sebbene gli alberi continuino ad attrarre ammirazione, i giardini sono stati danneggiati e la voliera vandalizzata.
Il membro locale del parlamento, Yvette Cooper appartiene al Partito Laburista e rappresenta sia Pontefract, sia Castleford.

## Economia
Il suolo sabbioso della città rappresenta uno dei pochi luoghi in Inghilterra dove la liquirizia può crescere fruttuosamente. Pontefract ha un'industria di dolci alla liquirizia, in cui vengono prodotti anche i famosi “Pontefract Cakes”. Le due fabbriche della città sono di proprietà di Haribo (precedentemente conosciuta come Dunhills) e Monkhill Confectionery (parte del Cadbury's Group, precedentemente conosciuto come Wilkinson's). Ogni anno, inoltre, si tiene il festival della liquirizia ed il poeta Sir John Betjeman scrisse un poema intitolato "The Liquorice Fields at Pontefract".
Nelle vicinanze si trova la stazione carbonifera di Ferrybridge.